# Milou Hermus
Milou Hermus (Dordrecht, 17 de abril de 1947 – Amsterdã, 11 de abril de 2021) foi uma pintora e artista visual holandesa.

## Biografia
Milou nasceu em 1947, em Dordrecht, em uma família de artistas, tendo mais três irmãos. Seu pai, Piet Hermus, que ganhava a vida como operador de balsa, começou a fazer estátuas de bronze ainda na infância, enquanto sua mãe, Sophia Jacoba Hermus, era fotógrafa amadora, que gostava de tirar fotos de meninas e mulheres. Milou começou a desenhar ainda criança e ao completar o ensino médio, ingressou na Academia de Arte de St. Joost, em Breda, para estudar moda, onde criou designs ousados, com um vestido de plástico transparente, além de bordar usando sementes e alpiste, além de pintar órgãos sexuais nas vestimentas que criava. Tais criações causaram polêmica, e ela foi obrigada a cobri-los com adesivo antes dos desfiles.

## Carreira
Formou-se em 1967, onde já trabalhava para a revista de moda Cri. Conheceu o marido em St. Joost, o escultor e pintor Tom Blommerde, com quem se mudou para uma casa, que também funcionava como estúdio, em Amsterdã. Mais tarde, ela se mudaria para um edifício imponente na Stadhouderskade, ao lado do Rijksmuseum, que se tornaria um polo artístico da cidade. No começo da carreira, fez muitos trabalhos de publicidade para os ternos masculinos da marca Van Gils.
Na década de 1970 tornou-se bastante conhecida por suas ilustrações eróticas "ousadas" para a revista Avenue. Milou também trabalhou para BIJ, a revista de De Bijenkorf.
Foi professora na Gerrit Rietveld Academie e também em sua alma mater, St. Joost Academy. Em 2005, seu marido Ton Blommerde comete suicídio e cinco dias depois, sua mãe morre. Após um período de inatividade, Milou mudou seu estilo, produzindo uma série de retratos em tamanho real de amigos que haviam sido modelos, chamados Les belles Hollandaises (2008), incluindo Moniek Toebosch. A partir de 2012 esta série foi seguida por outra série de retratos em tamanho real de dezoito holandeses famosos, intitulados Hollandse Heren (2015), incluindo Alexander Rinnooy Kan, Wim Crouwel, Wim Pijbes e Adriaan van Dis. A série foi exposta no Museu Kunsthal.

## Morte
Hermus morreu em 11 de abril de 2021, em Amsterdã, aos 73 anos.